# 橋本辰二郎 (貴族院議員)
橋本 辰二郎（はしもと たつじろう、1868年6月30日〈明治元年5月11日〉- 1951年〈昭和26年〉4月12日）は、明治末から昭和前期の実業家、政治家。貴族院多額納税者議員。位階は正五位。勲等は勲二等。

## 経歴
豊前国、のちの大分県で橋本建平の二男として生まれる。1885年（明治18年）3月、伯父橋本雄造の養子となった。専修学校（現専修大学） を修了し、1911年（明治44年）家督を相続した。
1906年（明治39年）以降、長崎商業会議所会頭、橋本汽船社長、福洋汽船社長、橋本商事社長、山下コークス社長、日本タイプライター社長、九州汽船社長、長崎製鉄社長、長崎県商工経済会会頭などを務めた。
政界では長崎市会議員に選出された。1914年（大正3年）長崎県多額納税者として補欠選挙で貴族院議員に互選され、同年3月2日から1925年（大正14年）9月28日まで2期在任。当選直後は茶話会に所属した。さらに、1932年（昭和7年）にも貴族院議員に互選され、同年9月29日から1947年（昭和22年）5月2日の貴族院廃止まで、この時は当選後から研究会に所属して活動し通算4期在任した。

## 親族
- 養弟 橋本喜造（衆議院議員）[1]